# Nội các (nhà Nguyễn)
Nội các (chữ Nho: 內閣) là cơ quan hành chính được thành lập từ thời Minh Mạng, phụ tá nhà vua, chuyên trách giải quyết các công việc về văn thư, giấy tờ như xét duyệt các văn bản trước khi trình lên vua, làm phiếu nghĩ, thư bài, soạn các bản phúc đáp, kính sao bản vua phê, phụng sao lời chỉ dụ, sao lục phát giao công văn, coi giữ ấn tín, kiềm ký, long bài, lưu giữ châu bản, và các ngự chế thi văn v.v. 
Không giống như chức Nội các trong các triều đại xưa hoặc sau này, trách nhiệm của chức Nội các thời Nguyễn được giới hạn trong việc quản lý công văn và ấn tín như coi giữ và giải quyết văn thư đến và được đưa đi từ triều đình, cùng việc giữ ấn tín, ngự chế, v.v. Các trách nhiệm của cơ quan Nội các thường được biết như cố vấn vua và triều đình về những vấn đề quốc sự không nằm trong trách nhiệm của Nội các triều Nguyễn. Thời này, những trách nhiệm cố vấn trên được giao cho cơ quan cùng thời là Cơ mật viện.

## Lịch sử
Nguyên thời Nguyễn Gia Long, việc gìn giữ, quản lý công văn, ngự chế được giao cho 3 viện là Thị thư viện, Thị hàn viện và Nội hàn viện chuyên trách, cùng với ty Thượng bảo giữ ấn tín.
Sang triều Minh Mạng 1 (1820), vua cho lấy 4 cơ quan trên, hợp thành Văn thư phòng.
Năm Minh Mạng 10 (1829) lại bỏ Văn thư phòng thành lập Nội các với các chức trách cụ thể như sau:
- Coi giữ ấn tín
- Theo vua xa giá trong các cuộc tuần du hoặc dự lễ như lễ Nam giao
- Truyền chỉ dụ, lưu chỉ dụ cho các nha môn
- Thu, sao lục các công văn, chương sớ đến và được truyền từ vua. 
  - Tuy nhiên việc chuyển đạt, tâu trình các công văn, chương sớ đến và truyền từ vua không do Nội các đảm nhiệm mà do Thông chính sứ ty đảm nhiệm
- Xét tâu những sổ sách chưa hợp lệ của các nha môn
- Chép sách, phát quyển trong các kỳ thi Đình

## Biên chế
Thời Minh Mạng, Nội các triều Nguyễn đặt 4 tào với các trách nhiệm khác nhau:
- Thượng bảo tào - nguyên là Thượng bảo tự, coi giữ Kim Ngọc bảo tỷ, ấn triện, kiềm ký, và nha bài
- Biểu bạ tào - coi giữ châu bản ngự bút, châu phê, châu điểm, châu khuyên, châu mạt, châu cải cùng những phó bản biểu chương, sổ sách
- Bí thư tào - coi giữ việc chép các thơ văn ngự chế, bảo quản các văn bản quan trọng như công văn bang giao với các nước, bản đồ quốc gia, các thư tịch công
- Ký chú tào - đọc bản tấu và giúp vua soạn lời phê. Ngoài ra, các trách nhiệm của Ký chú tào còn là ghi chép lời tâu, lời phê, chỉ dụ, coi giữ nghiên bút Thượng phương. Ghi chép lời nói của vua khi triều hội hoặc khi tuần hạnh cùng chương, sớ, tấu văn của quan tướng. Lưu giữ các sổ dâng ngự dược, nhật ký học tập của Hoàng tử, các văn bản quy định, chương, sớ, án kiện toàn quốc

Các quan đứng đầu 4 tào Nội các là các quan trật Tam, Tứ phẩm và đã giữ một chức vụ trong triều đình, được triều đình bổ kiêm nhiệm thêm chức vụ đứng đầu các tào Nội các.
Nhằm làm giảm đi các mâu thuẫn quyền lợi và tách rời cơ quan Nội các khỏi việc điều hành đất nước, các quan điều hành 4 tào trong Nội các được quy định phải là các quan trật Tam, Tứ phẩm ở các bộ hoặc viện. Điều này đồng nghĩa với việc các quan điều hành Nội các không bổ từ các quan cấp cao, trật từ Nhị phẩm trở lên, tham dự hoặc tham vấn các vấn đề điều hành đất nước, tức không bổ các quan Đại học sĩ, Thượng thư và Tham tri các bộ vào Nội các.
Trong các quan đứng đầu 4 tào Nội các, 2 quan trật Tam phẩm. Một trong 2 quan trật Tam phẩm này được bổ vào chức vụ là quan đứng đầu Thượng bảo tào, là tào quan trọng nắm giữ ấn tín. Hai quan trật Tam phẩm này được bổ từ các quan Thị lang tại các bộ hoặc do triều đình đặc bổ cho quan đứng đầu Hàn lâm viện tức quan với chức Hàn lâm viện Chưởng viện học sĩ.
Hai quan còn lại khác được lựa chọn để điều hành 2 tào còn lại là 2 quan trật Tứ phẩm được bổ từ các quan Hàn lâm viện chức Hàn lâm viên Thị độc học sĩ. Hai quan này được kiêm nhiệm chức là quan phó tào Thượng bảo tức chức Thượng bảo thiếu khanh.
Thuộc viên gồm 30 người được phân định lấy từ các bộ, viện như sau:
- Hàn lâm viên Thị độc, trật Chánh ngũ phẩm, 3 người
- Thừa chỉ, trật Tòng ngũ phẩm, 3 người
- Tu soạn, trật Tòng lục phẩm, 4 người
- Biên tu, trật Chánh thất phẩm, 2 người
- Kiểm thảo, trật Tòng thất phẩm, 2 người
- Điển bạ, trật Tòng bát phẩm, 8 người
- Đãi chiếu, trật Tòng cửu phẩm, 8 người

Năm Đồng Khánh 1 (1886), thuộc viên Nội các được biên giảm từ 30 thuộc viên xuống còn 21 thuộc viện:
- Hàn lâm viện Thị độc, trật Chánh ngũ phẩm, 1 người
- Thừa chỉ, trật Tòng ngũ phẩm, 1 người
- Trước tác, trật Chánh lục phẩm, 1 người
- Tu soạn, trật Tòng lục phẩm, 1 người
- Biên tu, trật Chánh thất phẩm, 2 người
- Kiểm thảo, trật Tòng thất phẩm, 2 người
- Điển bạ, trật Tòng bát phẩm, 4 người
- Bút thiếp, thường trật Bát hoặc Cửu phẩm, 6 người
- 3 người còn lại là các thuộc viên cấp thấp từ các bộ, viện

Năm Đồng Khánh 2 (1887), lại giảm còn 19 thuộc viên
Năm Thiệu Trị 4 (1884), bổ thêm thuộc viên là:
- Hàn lâm viện Trước tác, trật Chánh lục phẩm, thêm 2 người
- Hàn lâm viện Biên tu, trật Chánh thất phẩm, thêm 2 người

Cùng năm này, năm Thiệu Trị 4 (1884), đổi tên các tào (曹, Section) thành sở (所, Office) trong cơ quan Nội các. Việc đổi tên này đồng nghĩa với việc 4 cơ quan mới (sở) là các cơ quan cấp cao hơn xưa (tào). Các tào được đổi tên như sau:
- Thượng bảo tào đổi làm Thượng bảo sở
- Bí thư tào đổi làm Bí thư sở
- Thừa vụ tào (trước là Ký chú tào) đổi làm Ty luân sở
- Biểu bạ tào đổi làm Bản chương sở với 3 chương là chương Lại Hội, chương Lễ Binh và chương Hình Công

Năm Bảo Đại 3 (1934), cơ quan Nội các được bãi bỏ và thay thế bằng cơ quan Ngự tiền văn phòng cho đến cuối thời vua Bảo Đại, vị vua cuối cùng của triều đại Nguyễn.

## Ấn triện
Loại ấn triện dành cho văn phòng Nội các là ấn quan phòng, khắc chữ Sung biện Nội các sự vụ Quan phòng (充辨内閣事务關防), dấu ấn có kích cỡ 3,2x4,2 cm, 8 chữ triện chia làm 3 hàng, 2 hàng chữ giữa cao bằng 2/3 mỗi hàng chữ bên. Năm Đồng Khánh vì kiêng húy lại đúc ấn mới khắc chữ Sung lý nội các sự vụ Quan phòng